# رشیدی یکینی
رشیدی یکینی (انگلیسی: Rashidi Yekini؛ زاده ۲۳ اکتبر ۱۹۶۳ – ۴ مهٔ ۲۰۱۲) بازیکن فوتبال اهل نیجریه بود.
از باشگاه‌هایی که در آن بازی کرده‌بود می‌توان به ویتوریا ستوبال، المپیاکوس، اسپورتینگ خیخون، ویتوریا ستوبال، زوریخ و الشباب اشاره کرد.
وی همچنین در تیم ملی فوتبال نیجریه بازی کرده‌است.

## زندگی شخصی
یکینی با سه زن ازدواج کرد. او سه دختر هم داشت.